# 킬데블힐스

킬데블힐스(Kill Devil Hills)는 미국 노스캐롤라이나주 데어군의 도시로 인구는 2020년 현재 7,633명이다. 데어군의, 그리고 아우터뱅크스의 최대 도시다. 라이트 형제가 세계 최초로 비행기를 통해 비행에 성공한 키티호크에 인접한 곳으로 라이트 형제 국립 기념비(Wright Brothers National Memorial)가 있다.